# Boloria baralacha
Boloria baralacha är en fjärilsart som beskrevs av Moore 1882. Boloria baralacha ingår i släktet Boloria och familjen praktfjärilar. Inga underarter finns listade i Catalogue of Life.